# Bric Costa Rossa
Il Bric Costa Rossa è una montagna delle Alpi Liguri alta 2.404 m.

## Descrizione

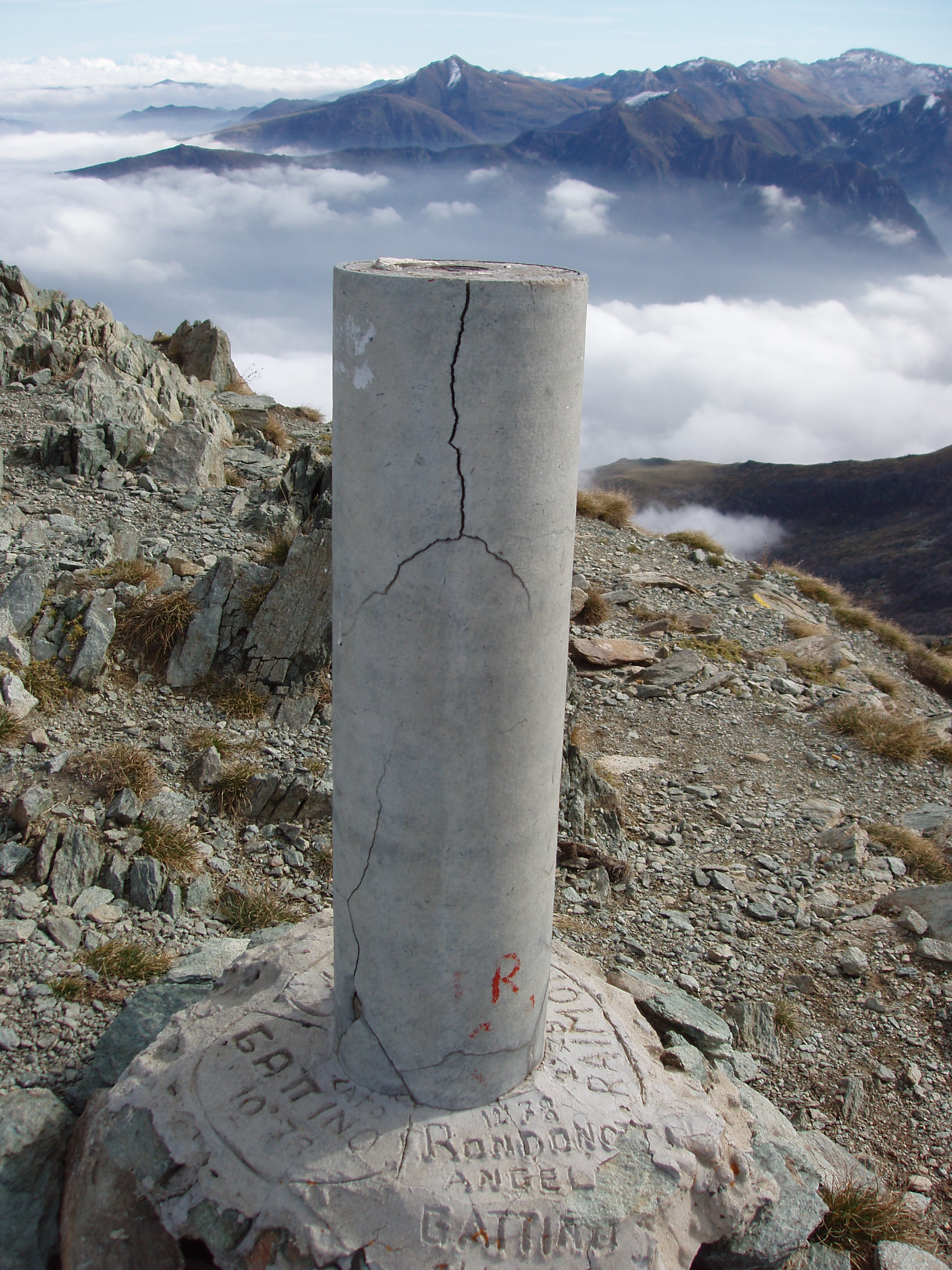
Pilastrino trigonometrico sulla cima

La montagna si trova sulla costiera che divide la Valle Vermenagna dalla Valle Pesio. Verso sud lo spartiacque prosegue verso la Punta Mirauda e la Cima della Fascia, mentre a nord il crinale collega il Bric Costa Rossa con la Bisalta. Su alcune pubblicazioni viene indicato come Bisalta tutto il gruppo montuoso che comprende, oltre che la montagna Bisalta in senso stretto, anche il Bric Costa Rossa e i rilievi della cresta che collega le due montagne.

## Storia

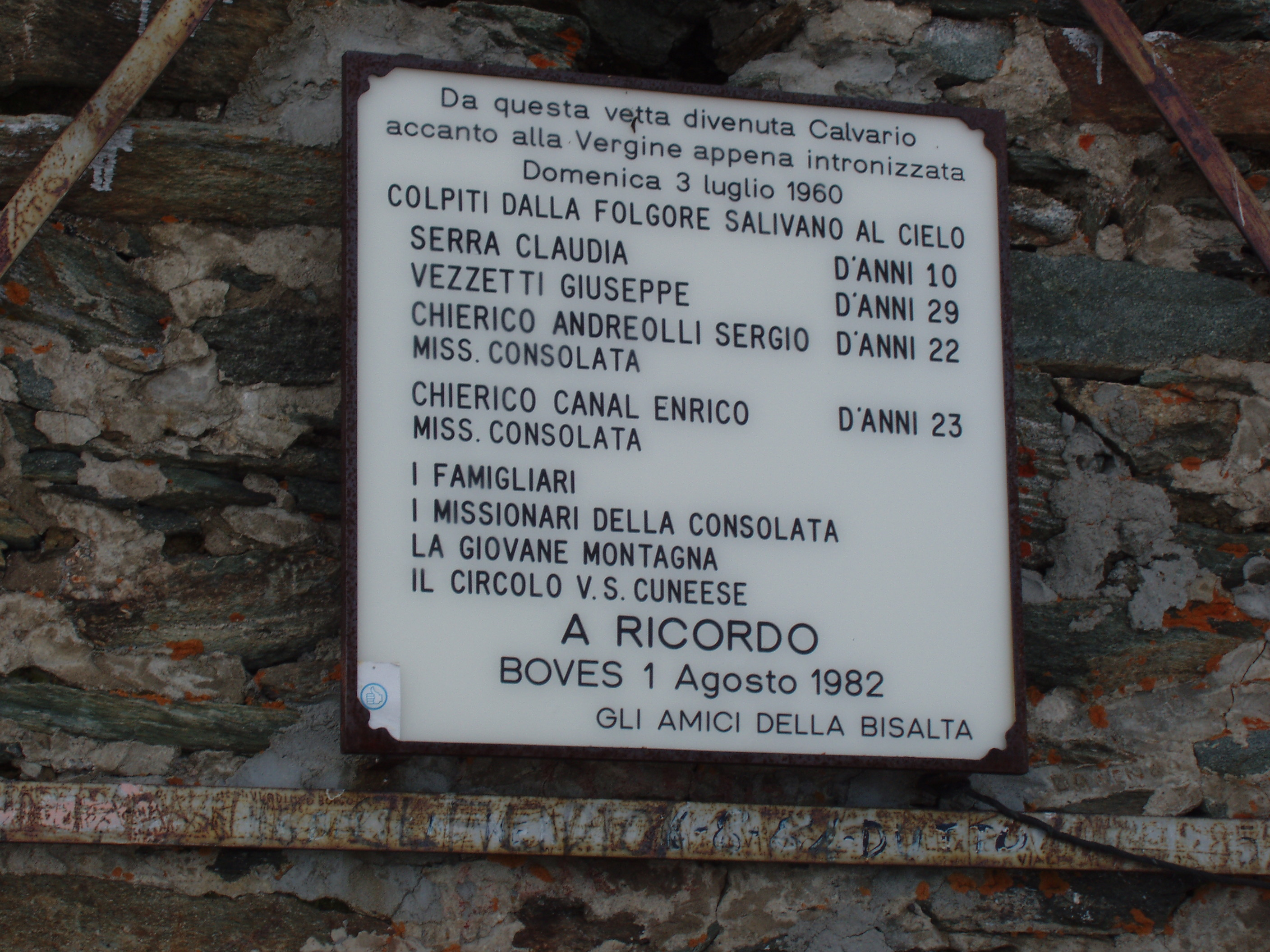
La lapide in memoria delle vittime del fulmine

Il 3 luglio 1960 un fulmine si scaricò sulla croce di vetta ferendo decine di persone che partecipavano ad una cerimonia religiosa, quattro delle quali persero la vita. Da allora il gruppo Alpini di Boves organizza annualmente una ascensione alla montagna in ricordo delle vittime della tragedia.

## Accesso alla vetta

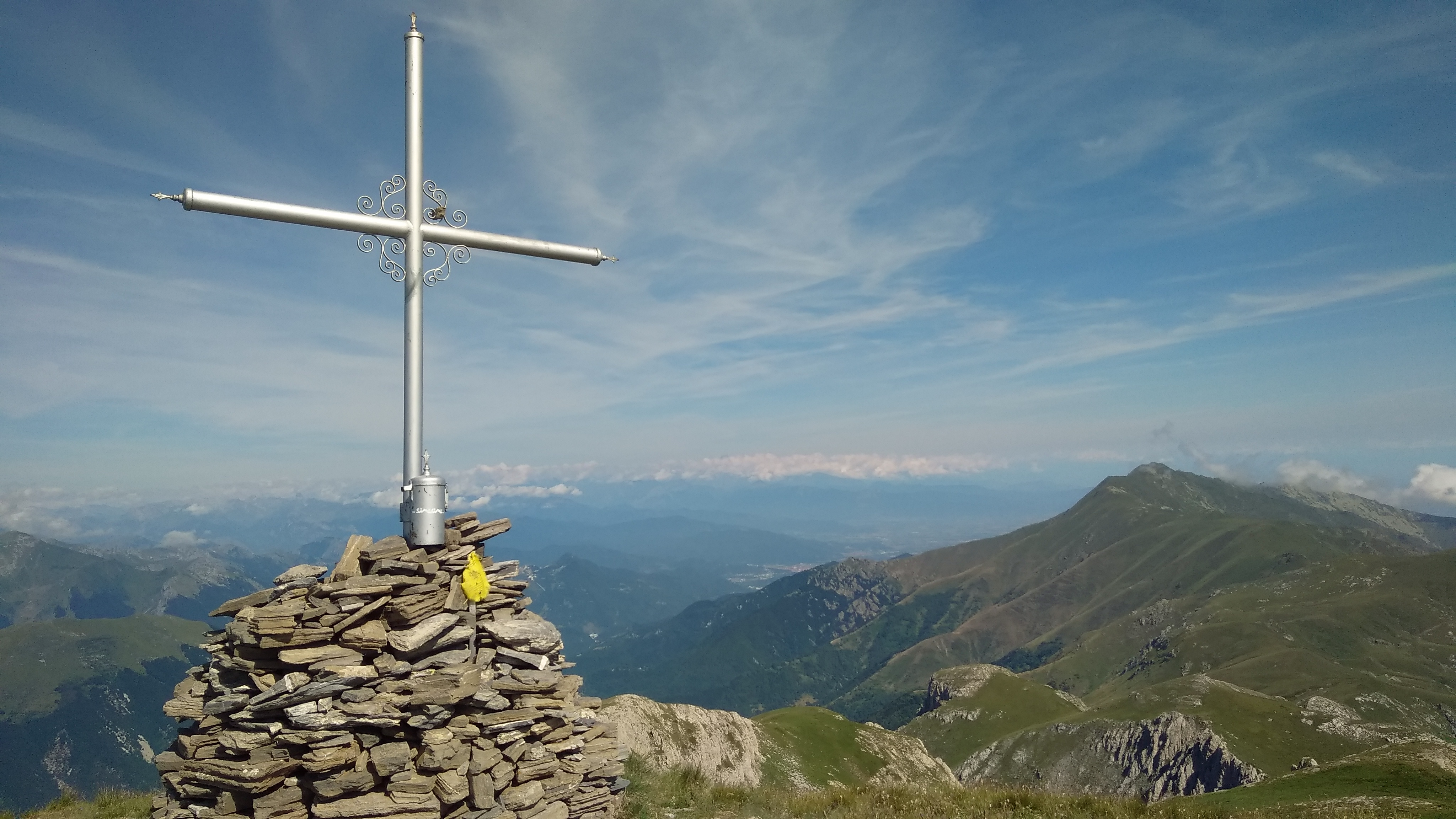
Vista dalla Cima della Fascia

Il Bric Costa Rossa può essere raggiunto percorrendo il sentiero di cresta che lo collega con la Bisalta. Un altro itinerario escursionistico raggiunge la cima con partenza da Casali Giachet (in comune di Limone Piemonte).
La montagna è anche accessibile d'inverno con gli sci da sci alpinismo.